# Branické skály
Branické skály jsou přírodní památka v Praze-Braníku, která byla vyhlášena 29. dubna 1968. Branické skály tvoří západní stráň vrchu Dobeška s bývalým lomem na pravém břehu řeky Vltavy v Braníku, poblíž zastávky MHD Přístaviště. Jsou ohraničeny na východě ulicí Na Dobešce, na západě ulicí Modřanskou, na severu přibližně ulicemi Vysoká cesta, Nad lomem a na jihu ulicí Stará cesta, která je odděluje od Školního vrchu. Chráněné území zaujímá rozlohu 9,1 hektaru v nadmořské výšce mezi 190 a 264 metry, zahrnuje tzv. školní vrch a samotné Branické skály s lesoparkem Dobeška. Chráněné území je ve správě Magistrátu hlavního města Prahy.

## Předmět ochrany
Dle vyhlášky, publikované ve Sbírce nařízení, vyhlášek a instrukci Národního výboru hlavního města Prahy, vydané dne 29. června 1968, zahrnuje nově vyhlášený chráněný přírodní výtvor Branické skály bývalý lom a sousední vrch „zvaný“ školní se zachovanými zbytky skalní stepi a nalezištěm zkamenělin. Navíc, jak je zdůrazněno ve vyhlášce, celý útvar je význačný krajinářsky.

## Historie

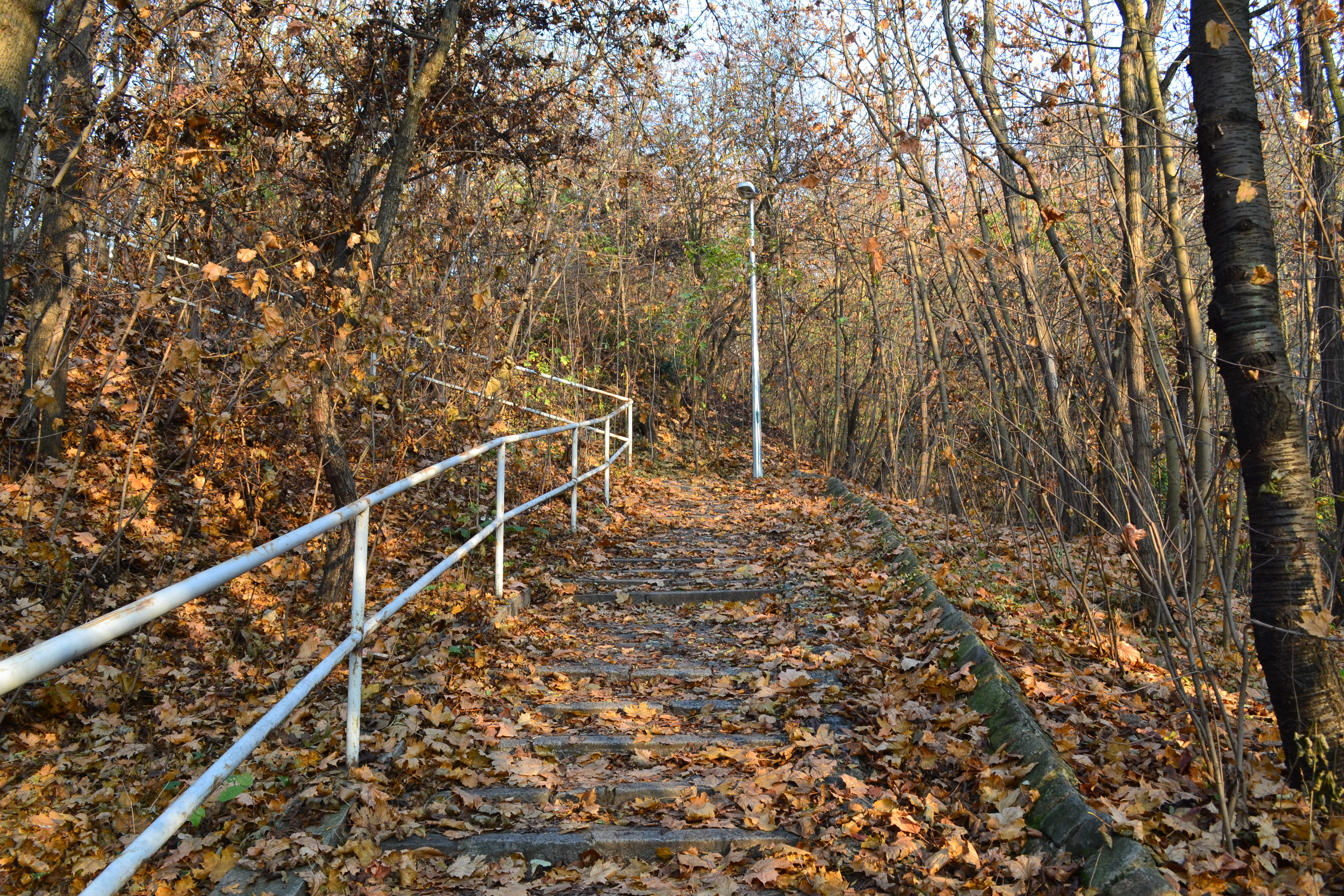
Cesta Mezi lomy

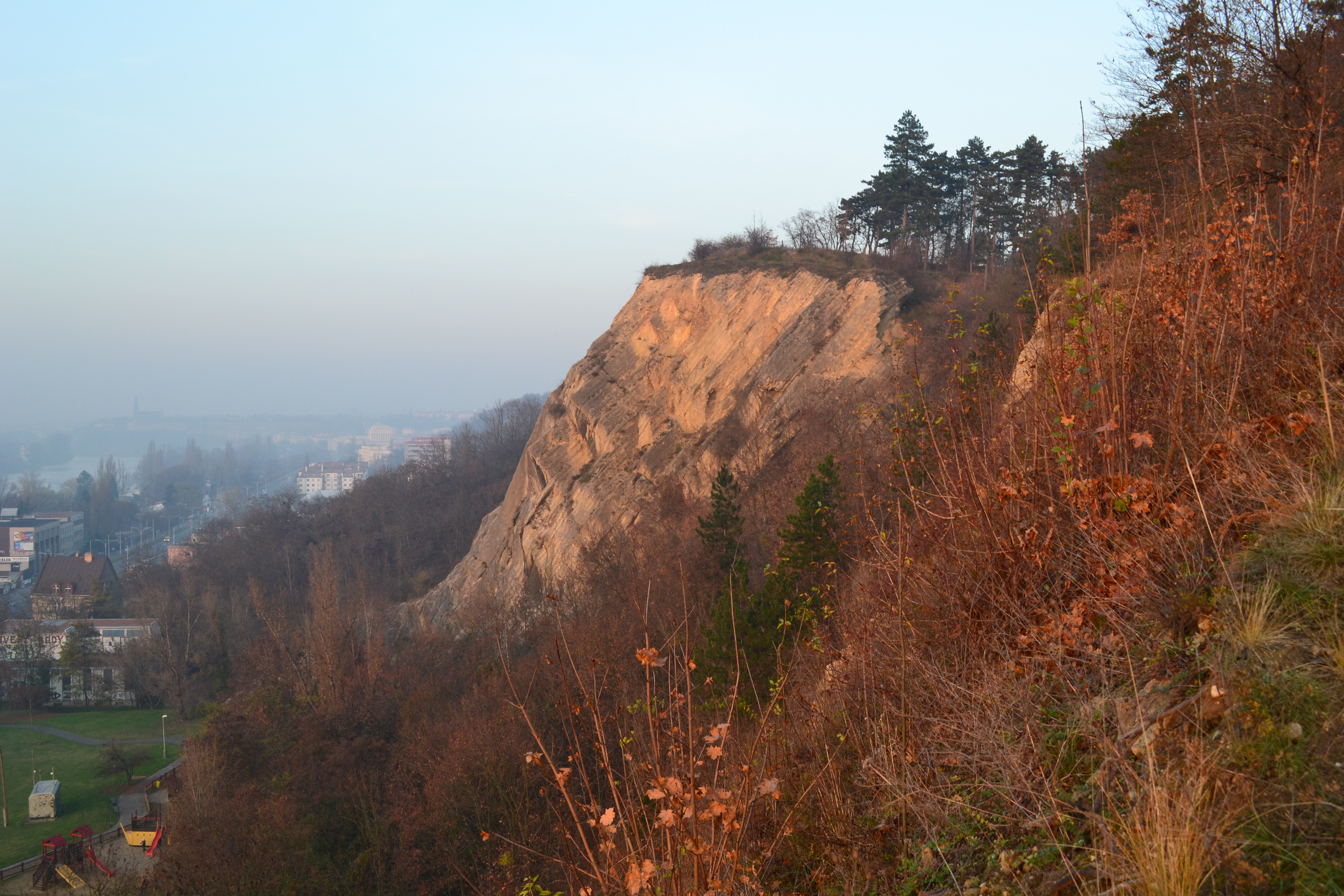
Pohled shora na Branickou skálu

Nejméně od poloviny 18. století až do roku 1928. se zde těžil vápenec. U paty lomů vznikaly vápenky, v nichž se pálilo známé pražské staroměstské vápno. Šlo o hydraulické vápno, které se používalo při vodních stavbách, například pro pražská nábřeží, a vůbec pro výstavbu města v 19. století a na počátku 20. století.
Za druhé světové války zde vybudovala německá armáda několik štol pro umístění podzemní továrny, chráněné proti bombardování. Tento komplex tvoří sedm různě dlouhých chodeb. Společnost Nautilus usiluje o jejich zpřístupnění veřejnosti a umístění expozice o historii objektu.
Les Dobeška na původně holé Branické skále byl založen roku 1917. Autorem 2 metry vysoké dřevěné vyhlídkové tribuny je architekt a herec David Vávra.

## Přírodní poměry

### Geologie

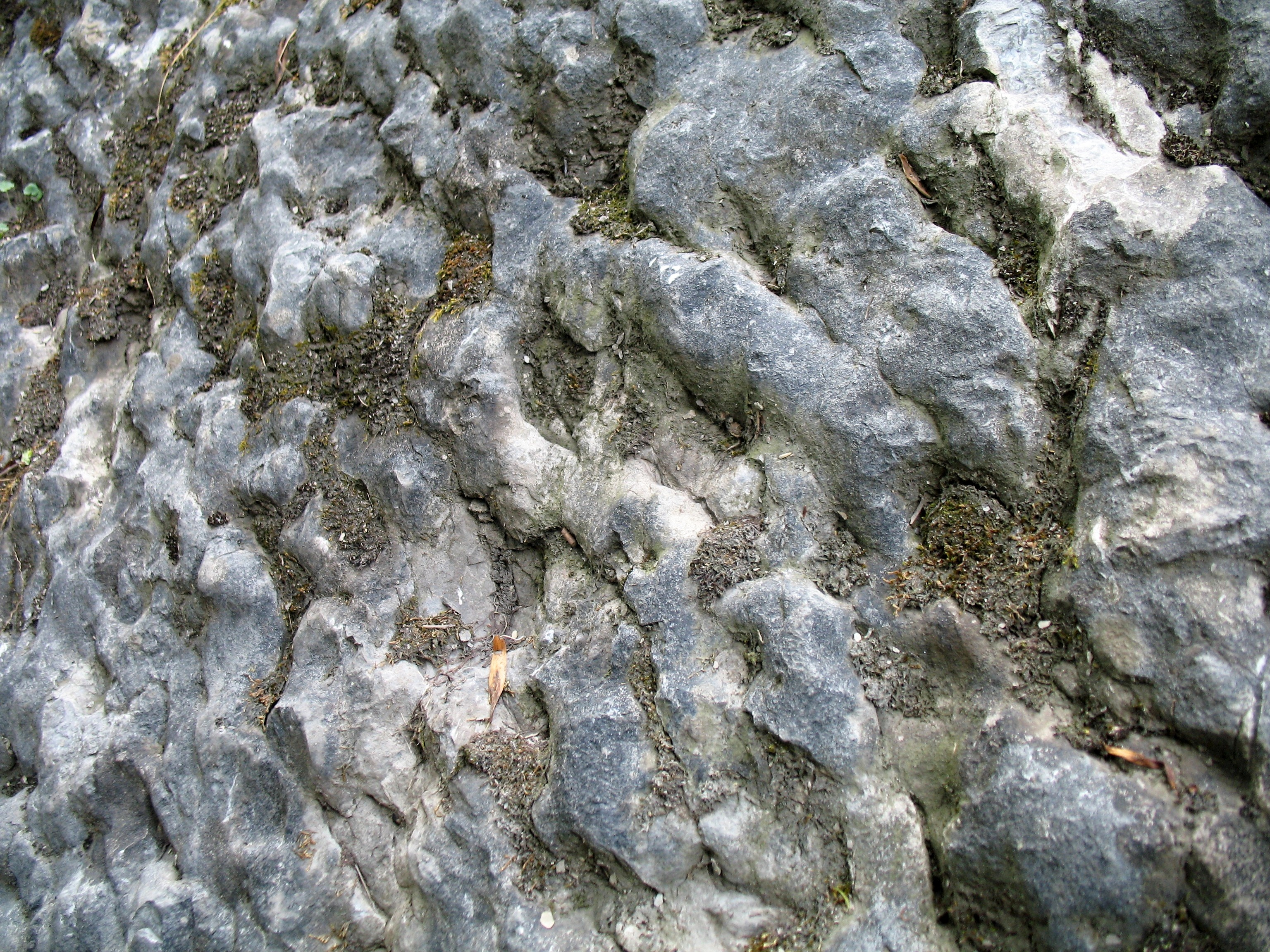
Struktura povrchu vápencových skal

Branické skály patří k nejvýchodnějším výchozům siluru a devonu oblasti Barrandienu a poskytují informace o vývoji pražské pánve ve vyšším siluru a spodním devonu. Jsou zde k vidění unikátní skalní výchozy s odkrytými geologickými profily. Skály skrývají opuštěný vápencový lom, který je jedním z důvodů jejich vyhlášení přírodní památkou.
Na západním úbočí méně nápadného Školního vrchu vystupují poblíž vrcholu polohy vápenců a jejich styk s nadložními břidlicemi tak dává možnost vidět plnohodnotnou ukázku hranice mezi silurskými stupni ludlow a přídol. Tato ukázka značící se mezinárodním stratotypem byla schválena v roce 1984 na Mezinárodním geologickém kongresu v Moskvě. V již zmíněném vápenci se nachází bohaté naleziště zkamenělin hlavonožců a trilobitů. Spekuluje se o tom, zda první nález z našeho území z roku 1770 byl právě z této přírodní památky.

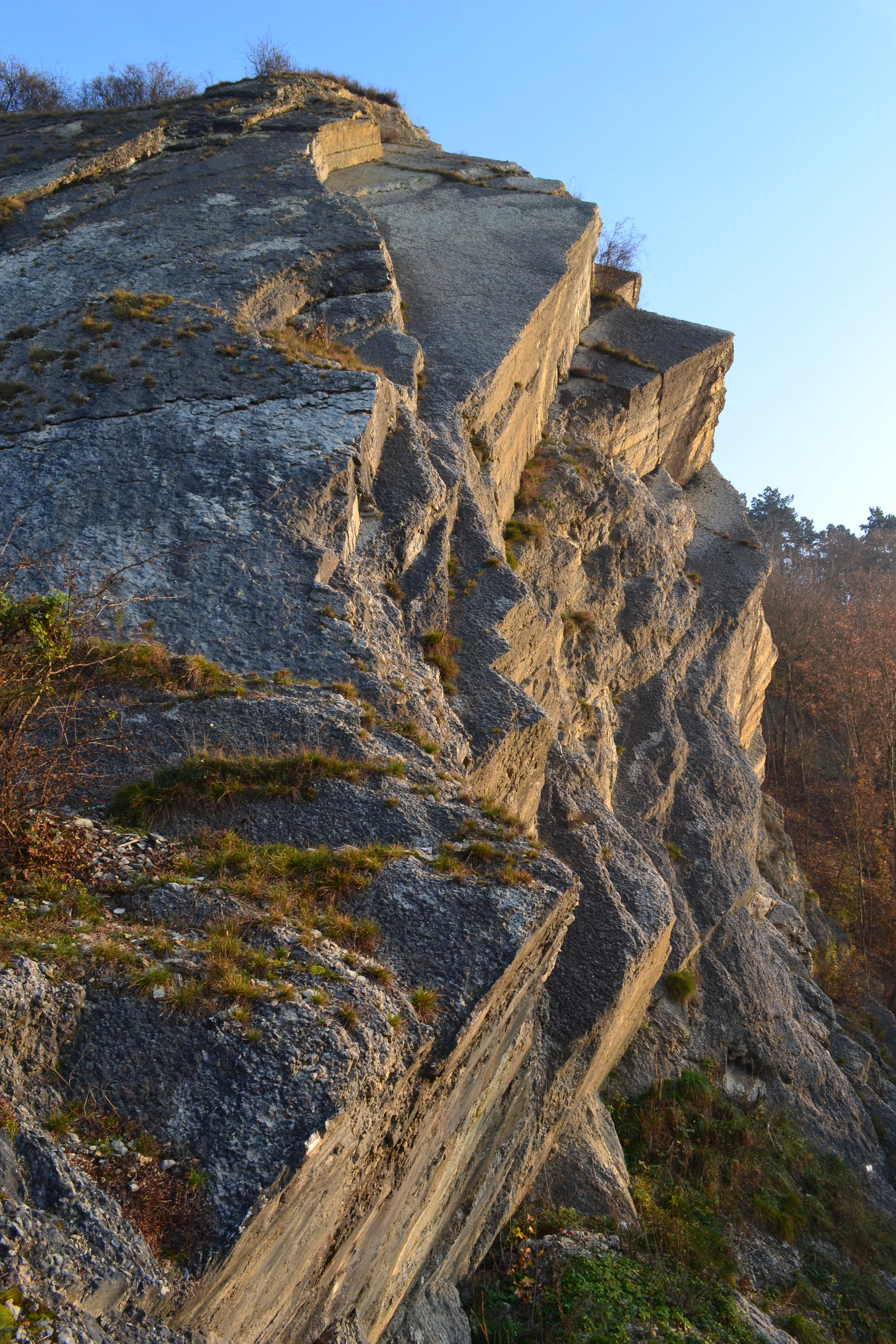
Branická skála

### Flóra
Dalším důvodem ochrany tohoto území je přítomnost xerotermní (teplomilné) skalní vegetace. Původní vegetace zde totiž byla narušena lomovou činností a po jejím ukončení zde byla vysazena v roce 1917 borovice černá (Pinus nigra) působící dnes na vrcholcích Branické skály velmi nepřirozeně. Kromě ní je tu hojný výskyt dřínu obecného (Cornus mas), pěchavy vápnomilné (Sesleria albicans) a modřence tenkokvětého (Muscari tenuiflorum). Za zmínku stojí ještě výskyt teplomilné muchomůrky Vittadiniho (Amanita vittadinii) nad skalami.
Školní vrch se vyznačuje bezlesím. Jako velký problém se ukázal v náletech jasanu a akátu (Robinia pseudoacacia), které zde ohrožují porosty, jež jsou předmětem ochrany. Také se tu nachází ve větší míře kavyl Ivanův (Stipa pennata), kavyl sličný (Stipa pulcherrima), bělozářku liliovitou (Anthericum liliago) nebo vlnici chlupatou (Oxytropis pilosa). Obě tyto lokality mají kolem sebe nepůvodní porosty dřevin.

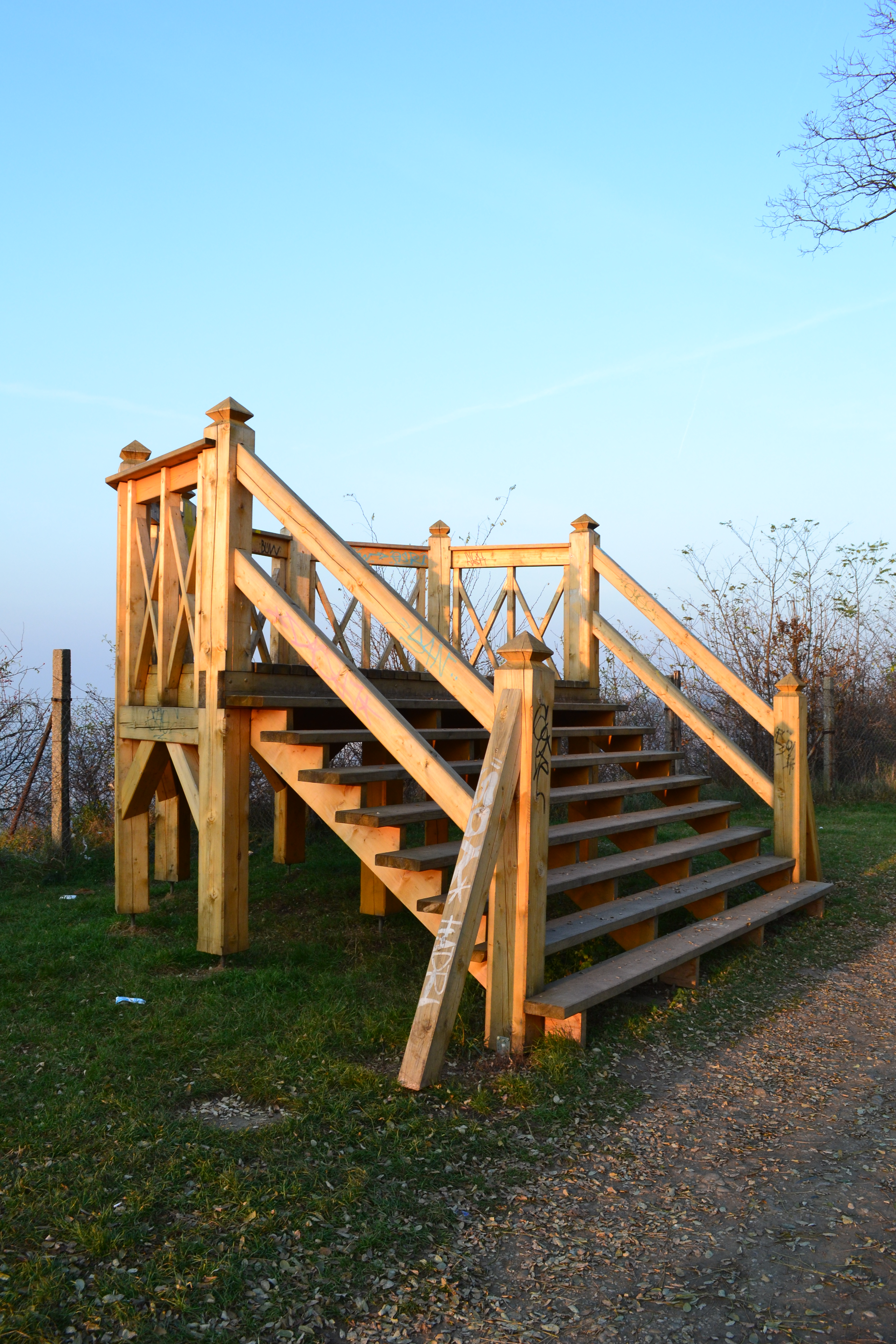
Vyhlídková plošina na Branické skále u lesoparku Dobeška, navržená Davidem Vávrou

### Fauna
Na Branické skále se zachovaly zbytky teplomilné stepní fauny. Z bezobratlých jsou to mandelinkovité druhy jako Cryptocephalus fulvus, Longitarsus celticus či Dibolia cynoglossi, z nosatcovitých Otiorhynchus rugosostriatus a zástupce plžů Granaria frumentum či Pupilla sterri. Jako zástupce obratlovců se zde vyskytuje ještěrka obecná (Lacerta agilis) nacházející se na výslunných místech nebo pravidelně zde hnízdící poštolka obecná (Falco tinnunculus). Na Školním vrchu se pak vyskytuje pěnkava obecná (Fringilla coelebs). Ve štolách příležitostně přezimovávají netopýři (Microchiroptera).

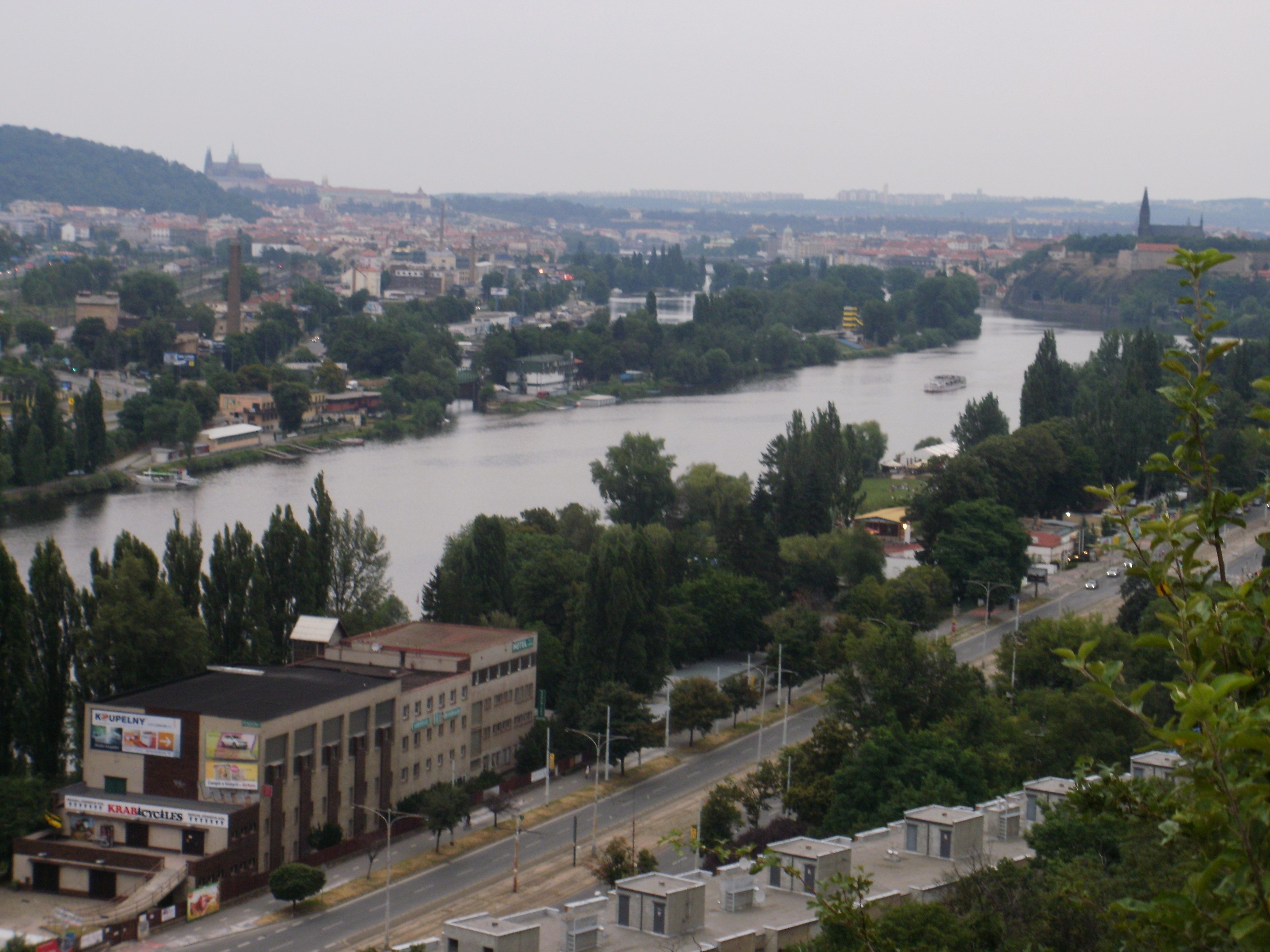
Výhled do údolí Vltavy

## Plán péče
U Branických skal je v plánu udržování odkrytí geologických profilů, vzhledem k tomu, že je dnes lomová stěna důležitým odkryvem devonských vápenců. Také je potřeba zbavovat se náletů dřevin a převést tak lesní porost na šípákovou doubravu. U Školního vrchu se má udržovat bezlesí.

## Horolezectví
Dne 1. září 2010 nabylo právní moci rozhodnutí Magistrátu hlavního města Prahy, kterým se povoluje provozování horolezectví v některých chráněných lokalitách na území hlavního města ČR. Výjimka se vztahuje na přírodní rezervace Divoká Šárka, Prokopské údolí a Údolí Únětického potoka, k nimž od uvedeného data znovu přibyla i PP Branické skály, která byla rovněž v předešlém povolení. Povolení platí do konce roku 2020 a vztahuje se pro všechny horolezce, organizované i neorganizované. V oblasti Branických skal se nacházejí čtyři desítky lezeckých cest různé obtížnosti - podle klasifikace UIAA od stupně 3 až po stupeň 10.